# Maschinenfabrik Rüti

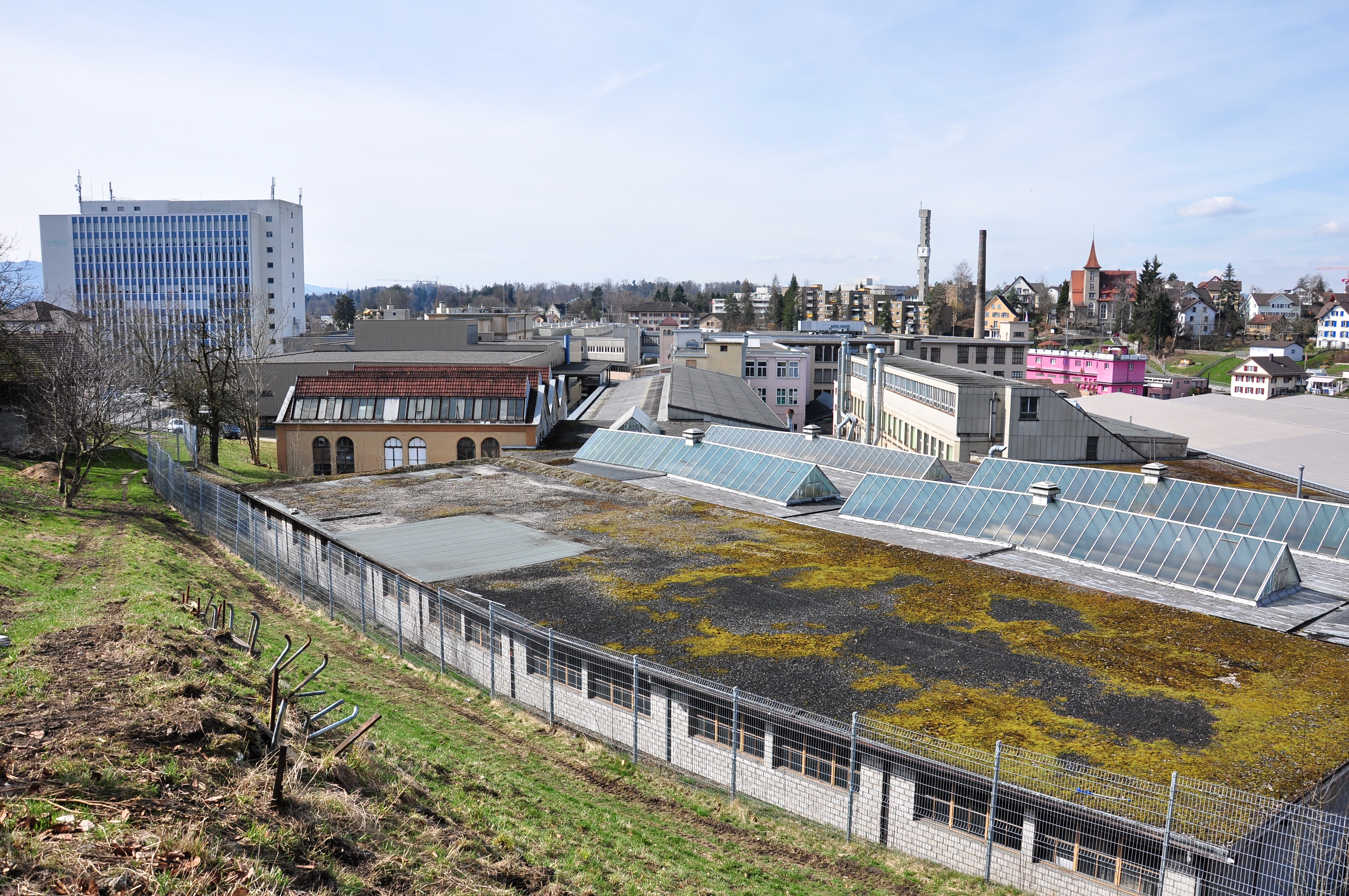
Maschinenfabrik Rüti «Joweid»

Die Maschinenfabrik Rüti (auch Joweid) wurde 1847 von Caspar Honegger gegründet und produzierte mechanische Webstühle für die Schweizer Textilindustrie. 1982 wurde die Maschinenfabrik von der Sulzer AG aufgekauft. Der Betrieb wurde 2008 eingestellt.

## Geschichte
1840 entwickelte Caspar Honegger den Honegger-Webstuhl, den er zunächst in Siebnen produzierte. 1847 wurden die Produktionsstätten aufgrund des Sonderbundskrieges nach Rüti (Kanton Zürich) verlegt, das aufgrund der Expansion viele Arbeiter aus der Innerschweiz und Italien anzog. Das Unternehmen entwickelte sich zu einem der weltweiten Marktführer in der Herstellung von Webmaschinen. Ab 1861 wurden auch Seidenwebstühle angeboten. Die ersten Auslandvertretungen entstanden 1890 in den Nachbarländern. Im Jahr 1914 war die Firma schon in Moskau, Manchester, Damaskus und Konstantinopel vertreten, nach 1930 sogar in Südamerika, Indien, Südafrika und Australien. Besonders innovativ war der 1898 entwickelte, erste aufbaulose Webstuhl. Um 1935 wurde der schützenlose Luftdüsenwebstuhl entwickelt. 1982 übernahm Sulzer die Maschinenfabrik. Ab 1996 gab es keine erfolgreichen Neuentwicklungen mehr, nach einer Entlassungswelle schloss die Maschinenfabrik 2008. Die früheren Produktionsstätten auf dem Joweid-Areal werden heute von diversen Dienstleistungsfirmen genutzt.

## Werksbahn
Die Fabrik bekam 1877 einen Gleisanschluss hinauf zum Bahnhof, der aber 12 Meter oberhalb der Fabrik gelegen ist. Aus diesem Grund wurde eine Zahnradstrecke (System Riggenbach) eingesetzt, um die Höhendifferenz zu überwinden. Dieser Anschluss wurde bis Anfang der 1960er Jahre von drei verschiedenen Dampflokomotiven befahren. Die älteste mit Namen Caspar Honegger – gebaut von der Internationalen Gesellschaft für Bergbahnen in Aarau im Jahre 1876 – steht heute im Bahnpark Brugg und befindet sich im Privatbesitz. Die zweite Maschine (SLM 2126/1910) wurde 2012 verschrottet. Sie stand nach ihrer Ausmusterung im Jahre 1964 viele Jahre auf einem Spielplatz im Kinderzoo Rapperswil. Die jüngste Dampflokomotive mit dem Spitznamen Rosa (SLM 4046/1951) ist seit 1997 im Besitz der Eurovapor und wird wieder betriebsfähig aufgearbeitet. Die Zahnraddiesellok der Werkbahn kam zur Rorschach-Heiden-Bergbahn, die inzwischen eine Tochter der Appenzeller Bahn ist. Sie wurde seit den 1960er Jahren eingesetzt bis zum Kappen des Gleisanschlusses im Jahr 1997. Das Zahnradgleis ist heute noch vorhanden, genau wie die Gleise im ehemaligen Fabrikgelände. Die Webmaschinen der Fabrik können noch im Museum Textil- und Industriekultur in Neuthal besichtigt werden.